# Edvard Grieg
Edvard Hagerup Grieg (norskt uttal: [ˈɛdʋɑʁd ˈhɑːɡəʁʉp ˈɡʁɪɡ]), född 15 juni 1843 i Bergen, död 4 september 1907 i samma stad, var en norsk tonsättare under senromantiken och Norges främsta företrädare för  nationalromantiken.

## Biografi

### Uppväxt och studier (1843–1862)
Edvard Grieg föddes i en mycket musikalisk familj med skotsk härstamning på faderns sida. Han fick sin första musikaliska skolning av sin mor, Gesine, som blev hans första pianolärare. Violinisten Ole Bull, som var en nära vän till familjen Grieg, övertygade föräldrarna om att sonen hade en framtid inom musiken och vid femton års ålder flyttade Edvard Grieg 1858 till Leipzig för studier vid stadens konservatorium för bland andra Ignaz Moscheles och Carl Reinecke. Medan undervisningen främst innebar studier i äldre kompositörer, vilket han fann alltför konservativt och fantasilöst, studerade han på egen hand verk av kompositörer som Frédéric Chopin, Robert Schumann och Carl Reinecke. År 1861 gav han sin första konsert i Karlshamn i Blekinge, och hade redan skrivit tiotalet verk. Någon källa gör gällande att Grieg då förälskade sig i dottern till Carl Gustaf Berg, en blekingsk spritfabrikör och politiker, dock utan att det ledde till något förhållande, eftersom hennes far emotsatte sig det.[källa behövs]

### Inledande karriär (1862–1866)
Sedan Edvard Grieg utexaminerats från konservatoriet i Leipzig 1862 bodde han under ett år i hemstaden Bergen. I maj 1862 gjorde Grieg sitt första egna framträdande med en konsert i Bergen och framförde då egna tonsättningar. Åren 1863 till 1865 var han bosatt i Köpenhamn. Där inspirerades han av danska kompositörer som hans egen lärare Gade och Hartmann. Grieg präglades av den dåtida  nationalromantiska strömningen och hans intresse för att fylla musiken med nordiska klanger väcktes. Han lärde känna Rikard Nordraak, den tidens ledande norska tonsättare, senare känd som upphovsman till musiken till nationalsången, och intresset för norsk folkmusik fördjupades. I juli 1864 uppfördes Griegs första större egna orkesterverk på Köpenhamns Tivoli: Symfoni i c-moll.

### Familjeliv och turnerande (1867–1870)
Edvard Grieg gifte sig med sin kusin Nina Hagerup försommaren 1867, som redan före giftermålet som sångerska följt Grieg på hans konsertresor i Skandinavien och Tyskland. Grieg uppträdde även i Wien, Rom, Paris, London och Sankt Petersburg och de bodde en tid i Danmark. Året därpå föddes parets första och enda barn, Alexandra. Tretton månader gammal avled hon i sjukdom. Edvard och Nina reste då iväg till Rom 1869–1870 med statligt stipendium som han fått efter rekommendationsbrev från Franz Liszt fast de aldrig träffats. I Rom mötte han Liszt två gånger, och de diskuterade Griegs musik, som Liszt talade gott om. Grieg hade med noter till ett av sina senaste verk, G-dursonaten för violin och piano, som Liszt spelade a prima vista inkluderande även violinstämman på pianot, till Griegs stora förtjusning. Vid deras andra möte hade Grieg med noterna till den nya pianokonserten i a-moll, och ombads spela den inför de samlade musikerna. Då han avstod med hänvisning till otillräcklig övning, spelade Liszt själv konserten a prima vista (med övriga stämmor) och kommenterade verket löpande. Liszts goda vitsord om Griegs konstnärskap från det tillfället blev en skatt som han ofta återkom till senare i livet.

### Bofast i Norge (1871–1907)
Hemkommen efter två italienska studieresor 1865–1866 och 1869, instiftade Grieg 1871 Musikforeningen i Kristiania (Oslo) 1871 och ledde denna under fyra år. Nu erhöll han också offentligt tonsättargage och från 1874 och 1877 till Loftshus i Ullensvang. 1880–1882 förestod Grieg Harmoniens konserter i Bergen och slog sig 1885 varaktigt ned på villan Troldhaugen invid hemstaden, helt ägnande sig åt komposition. Han var mycket produktiv och opus 43-74 härrör från denna period. Hans sista verk blev Fyra psalmer för kör och barytonsolist. Ända fram till sina sista år företog han som pianist och dirigent konsertresor i Skandinavien.
På hösten 1907 avled Edvard Grieg efter en lång tids sjukdom. Tusentals människor hyllade honom på gatorna i hans hemstad när begravningen ägde rum.

### Utmärkelser
Grieg visade prov på litterär begåvning som kom till uttryck i en rad artiklar. Han promoverades till hedersdoktor vid universiteten i Oxford och Cambridge, samt intogs 1905 i Kungliga Musikaliska Akademien i Stockholm, förutom norska hedersbetygelser.

## Kulturell betydelse
Grieg bidrog starkt till att återskapa den norska nationalidentiteten. Norge hade sedan medeltiden existerat i skuggan av Danmark, och sedan Kielfreden 1814 var man i påtvingad union med Sverige. Under 1800-talet ville man frigöra sig och skapa en ren norsk identitet. Det norska språket började rensas från danska och tyska inslag. Författare och kompositörer knöt an till den norska historien och lyfte fram det som ansågs vara typiskt norskt. Två nationella drag präglar Griegs musik och gör honom till en nationalromantiker: den norska folkmusiken och den norska naturen. Fjordar, fjäll och de stora vidderna, rytmen från den norska folkmusiken vävdes in i Griegs verk. Hans verk kom även att lanseras som en egen norsk musik.
Edvard Grieg var tidig att spela in sin musik på grammofonskiva. Redan 1903 spelade han in en skiva på föregångaren till förlaget EMI, The Gramophone & Typewriter Co., Ltd. Grieg var mycket tekniskt intresserad och tog tekniken till hjälp för att sprida sin musik. Ex. Grieg spelar sin Sommerfugl (ur op. 43) 1906. (fil)

## Verk
Några av hans mest kända verk är musiken till Henrik Ibsens pjäs Peer Gynt, op. 23 (där bland annat I bergakungens sal ingår), Våren (op.34) och Ved Rondane (op.33), båda med text av Aasmund Olavsson Vinje pianokonserten i a-moll (op.16). Stilen har ofta influenser både från norsk folkmusik och Robert Schumann, speciellt i pianomusiken. Harmoniken har influenser från Frédéric Chopin och Richard Wagner. En större samling pianostycken är Lyriske stykker i 10 häften.

### Haugtussa
Haugtussa är en sångcykel komponerad år 1895 som innehåller åtta sånger med texter av Arne Garborg. Grieg arbetade med flera texter men det var bara åtta som blev färdiga och gavs ut. Han hade också planer på att utveckla verken och skriva för orkester likt han gjorde med Peer Gynt men det förblev en sångcykel. Haugtussa förtäljer vad som händer när sexualiteten vaknar i oss. Berättelsen handlar om Veslemøj, en 15-16 år gammal fäbodjänta och sångerna beskriver kärlek och svek, svart raseri och vägen till försoning.

## Eftermäle
Edvard Grieg har haft stor påverkan på senare tonsättare, till exempel efterföljare i Norge: Christian Sinding, Johan Halvorsen, Eyvind Alnæs, Arne Eggen, Sparre Olsen och Arne Dørumsgaard. Även internationellt har hans musik påverkat bland andra Wilhelm Stenhammar, Emil Sjögren, Wilhelm Peterson-Berger, Carl Nielsen och Peter Lange-Müller i Skandinavien, samt Claude Debussy och Frederick Delius i Västeuropa.
Konserthuset Grieghallen i Bergen och asteroiden 4872 Grieg är uppkallat efter honom.